# Brachymeria euploeae
Brachymeria euploeae är en stekelart som först beskrevs av John Obadiah Westwood 1837.  Brachymeria euploeae ingår i släktet Brachymeria och familjen bredlårsteklar. Inga underarter finns listade.